# 올라프 호프스바켄
올라프 호프스바켄(노르웨이어: Olaf Hoffsbakken, 1908년 9월 2일 ~ 1986년 11월 23일)은 노르웨이의 노르딕 복합, 크로스컨트리 스키 선수이다. 1936년과 1938년에 노르딕 스키 관련 상 중에서 최고인 홀멘콜렌상을 두 번 받았다.